# Barakatābād
Barakatābād (persiska: بركت آباد, برگک) är en ort i Iran.   Den ligger i provinsen Lorestan, i den nordvästra delen av landet, 300 km sydväst om huvudstaden Teheran. Barakatābād ligger 1 773 meter över havet och antalet invånare är 817.
Terrängen runt Barakatābād är varierad. Runt Barakatābād är det ganska tätbefolkat, med 179 invånare per kvadratkilometer. Närmaste större samhälle är Borujerd, 11,8 km öster om Barakatābād. Trakten runt Barakatābād består i huvudsak av gräsmarker.